# Passiflora lindeniana
Passiflora lindeniana är en passionsblomsväxtart som beskrevs av Jules Émile Planchon, José Jéronimo Triana och Planch.. Passiflora lindeniana ingår i släktet passionsblommor, och familjen passionsblomsväxter. Inga underarter finns listade i Catalogue of Life.